# 瓦坊镇
瓦坊镇，原为瓦坊乡，是中华人民共和国安徽省宿州市泗县下辖的一个乡镇级行政单位。2021年3月撤乡设镇。

## 行政区划
瓦坊镇下辖以下地区：
瓦坊村、王集村、陡张村、小薛村、郭集村、苌圩村、应宅村、张楼村、吴宅村和岳场村。